# Stephanie D’Hose

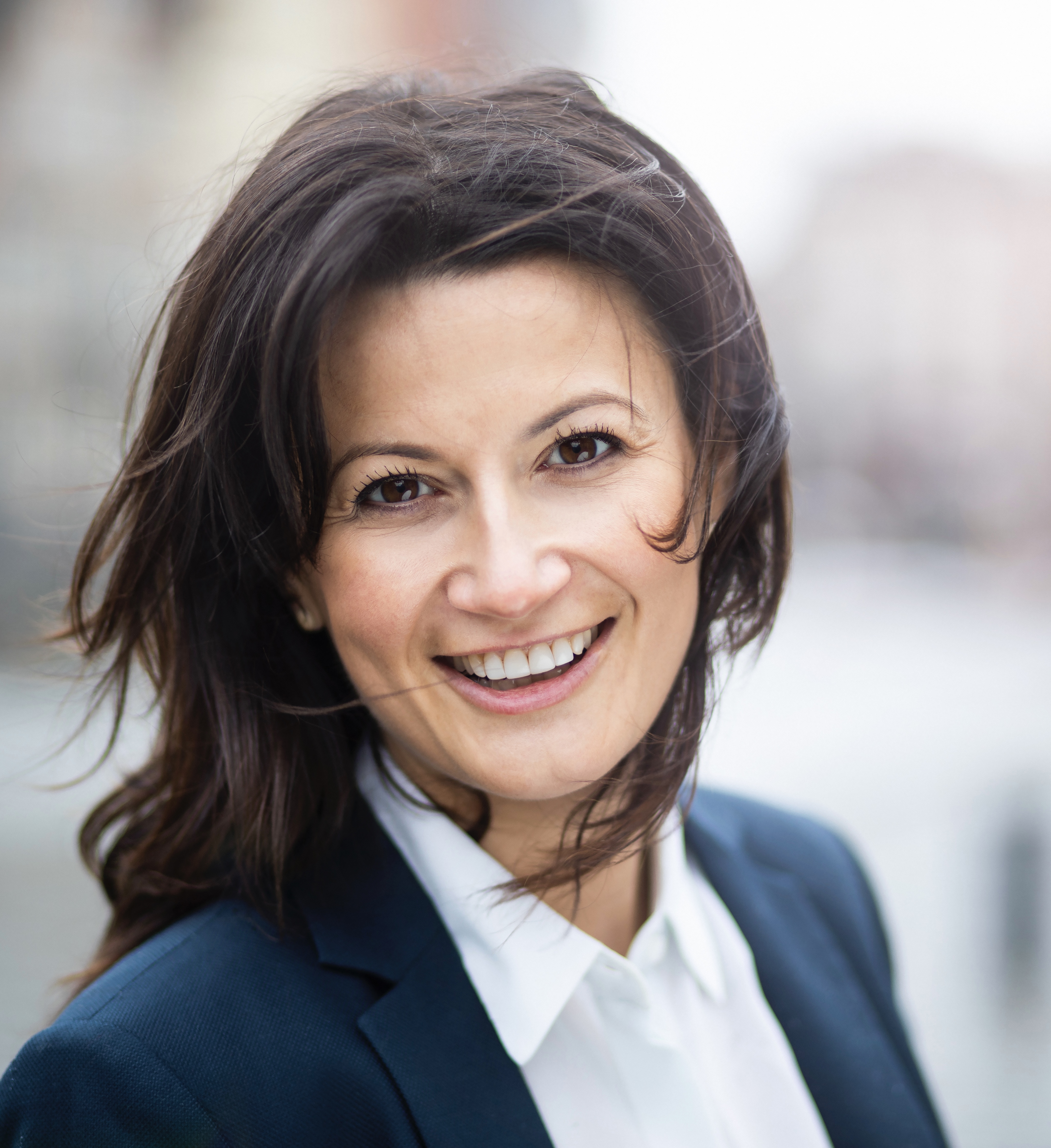
Stephanie D’Hose (2019)

Stephanie D’Hose (* 1. Juni 1981 in Roeselare, Provinz Westflandern) ist eine belgische Politikerin der Offenen Flämischen Liberalen und Demokraten OpenVLD (Open Vlaamse Liberalen en Democraten), die seit 2019 Mitglied des Senats und seit 2020 sie auch Präsidentin des Senats ist.

## Leben
Stephanie D’Hose begann nach dem Besuch des Bisschoppelijk Lyceum der Grauwe Zusters 1999 ein Studium der Politikwissenschaften an der Universität Gent, welches sie 2003 mit einem Lizenziat beendete. Sie war danach zwischen 2003 und 2006 Mitarbeiterin der Ministerin Fientje Moerman in der Regierung von Flandern sowie von 2007 bis 2009 Kabinettschefin des Beigeordneten der Stadt Gent Sas van Rouveroij, dessen Parlamentarische Mitarbeiterin sie zwischen 2009 und 2014 während dessen Tätigkeit als Mitglied des Flämischen Parlaments war. Sie ist seit 2013 für die OpenVLD Mitglied des Stadtrates von Gent und war hauptberuflich zwischen 2014 und 2019 stellvertretende Kabinettschefin von Sven Gatz, dem damaligen Minister für Kultur, Medien, Jugend und Brüssel der Regierung von Flandern. 
Bei der Flämischen Parlamentswahl am 26. Mai 2019 wurde sie für die OpenVLD zum Mitglied des Flämischen Parlaments (Vlaams Parlement) gewählt und vertritt hier den Wahlkreis Oost-Vlaanderen. Während ihrer Parlamentszugehörigkeit war sie vom 9. Oktober 2019 bis zum 30. September 2020 Zweite Vize-Vorsitzende des Ausschusses für Inneres, Chancengleichheit und bürgerschaftliche Integration sowie danach zwischen dem 30. September und dem 14. Oktober 2020 noch ständiges Mitglied dieses Ausschusses. Sie ist seit dem 9. Oktober 2019 Mitglied des Ausschusses für Kultur, Jugend, Sport und Medien sowie zugleich Mitglied des Interparlamentarischen Ausschusses der Flämischen Gemeinschaft.
Am 4. Juli 2019 wurde Stephanie D’Hose als Vertreterin des Flämischen Parlaments zugleich Mitglied des Senats, des Oberhauses des Föderalen Parlament. Zu Beginn ihrer Senatszugehörigkeit war sie zwischen dem 18. Juli 2019 und dem 13. Oktober 2020 stellvertretendes Mitglied des Parlamentarischen Konsultationsausschusses sowie zugleich vom 8. Oktober 2019 bis zum 13. Oktober 2020 Mitglied des Ausschusses für Querschnittsthemen, Mitglied des Ausschusses für demokratische Erneuerung, Staatsbürgerschaft und internationale Angelegenheiten und Mitglied des Beirates für Chancengleichheit zwischen Frauen und Männern. Am 13. Oktober 2020 wurde sie als Nachfolgerin von Sabine Laruelle Präsidentin des Senats. Des Weiteren ist sie zugleich seit dem 13. Oktober 2020 Vorsitzende des Ausschusses für institutionelle Angelegenheiten sowie Vorsitzende des Parlamentarischen Konsultationsausschusses, dem sie als Delegierte des Senats angehört. Zudem fungierte sie zwischen dem 21. Mai 2021 und dem 23. Mai 2022 als Vorsitzende der Parlamentarischen Kommission, die seit 1970 für die Bewertung staatlicher Reformen zuständig ist.
Im Januar 2022 erklärte Stephanie D’Hose, dass aus Sicht der OpenVLD der Senat abgeschafft werden solle. Ihre Partei wird die Gesetzestexte vorbereiten, damit die Verfassung nach den Wahlen entsprechend geändert werden kann. Nach 2024 könnte sich die Institution dann selbst abschaffen. Nach dem Rücktritt von Alexander De Croo im Januar 2022 als Vize-Vorsitzender der OpenVLD wurden sie und Jasper Pillen stellvertretende Vorsitzende und damit Stellvertreter des Parteivorsitzenden Egbert Lachaert.

## Veröffentlichung
- Vitale steden. Stadslucht maakt vrij, Mitautoren Sven Gatz, Sas van Rouveroij, Christian Leysen, Mattias de Backer, Patrick Stouthuysen, VUBPress, Brüssel 2009.